# Ancyluris huascar
Ancyluris huascar är en fjärilsart som beskrevs av Saunders 1859. Ancyluris huascar ingår i släktet Ancyluris och familjen Riodinidae. Inga underarter finns listade i Catalogue of Life.